# Musculus palpopalpalis maxillae secundus
Musculus palpopalpalis maxillae secundus, mięsień 19b2 (ang. second intrinsic muscle of the maxillary palp) – mięsień wchodzący w skład aparatu gębowego owadów.
Jest to drugi wewnętrzny mięsień głaszczków szczękowych. Mięsień ten wychodzi z pierwszego sklerytu głaszczków szczękowych i przyczepia do trzeciego sklerytu głaszczków szczękowych.